# Calanogas

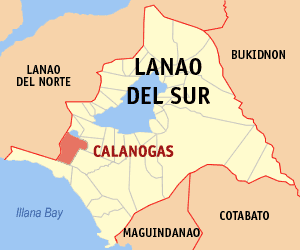
Bản đồ Lanao del Sur với vị trí của Calanogas

Calanogas là một đô thị hạng 5 ở tỉnh Lanao del Sur, Philippines. Theo điều tra dân số năm 2000 của Philipin, đô thị này có dân số 9.989 người trong 1.481 hộ.

## Các đơn vị hành chính
Calanogas được chia ra 17 barangay.
| - Bubonga Ranao - Calalaoan - Gas - Inudaran - Inoma - Luguna - Mimbalawag - Ngingir | - Pagalongan - Panggawalupa - Pantaon - Piksan - Pindolonan - Punud - Tagoranao - Taliboboka - Tambac |